# Rikihiro Sugiyama
Rikihiro Sugiyama (杉山 力裕 Sugiyama Rikihiro?, Shizuoka, Shizuoka, 1 de mayo de 1987) es un exfutbolista japonés que jugaba como guardameta.

## Trayectoria

### Clubes
| Club              | País  | Año       |
| ----------------- | ----- | --------- |
| Kawasaki Frontale | Japón | 2006-2014 |
| Shimizu S-Pulse   | Japón | 2015-2016 |
| Avispa Fukuoka    | Japón | 2017-2022 |